# Ефраим Зуроф
Ефраим Зуроф (енгл. Efraim Zuroff; Њујорк, 5. септембар 1948) је израелски историчар америчког порекла, који игра важну улогу у откривању нациста који су изведени пред суд у задње три деценије, чиме носи надимак „последњи ловац на нацисте“. Зуроф је директор Симон Визентал центра у Јерусалиму. Истражује нацистичке злочине и трага за злочинцима који се још увек крију. Аутор је годишњака Статус Рипорт који говори о истрагама и изручењима нациста широм света. Посебно је познат по томе што је ушао у траг заповеднику усташког логора Јасеновац Динку Шакићу, који се налазио у Аргентини.
Члан је Међународне комисије за утврђивање истине о Јасеновцу. Др Зуроф је 15. октобра 2008. проглашен почасним грађанином Новог Сада.